# Théza
Théza  est une commune française située dans l'est du département des Pyrénées-Orientales en région Occitanie. Sur le plan historique et culturel, la commune est dans le Roussillon, une ancienne province du royaume de France, qui a existé de 1659 jusqu'en 1790 et qui recouvrait les trois vigueries du Roussillon, du Conflent et de Cerdagne.
Exposée à un climat méditerranéen, elle est drainée par le Réart et par un autre cours d'eau.
Théza est une commune urbaine qui compte 2 181 habitants en 2022, après avoir connu une forte hausse de la population depuis 1962. Elle est dans l'agglomération de Saint-Cyprien et fait partie de l'aire d'attraction de Perpignan. Ses habitants sont appelés les Thézanais ou  Thézanaises.

## Géographie

### Localisation
La commune de Théza se trouve dans le département des Pyrénées-Orientales, en région Occitanie.
Elle se situe à 8 km à vol d'oiseau de Perpignan, préfecture du département, à 23 km de Céret, sous-préfecture, et à 5 km d'Elne, bureau centralisateur du canton de la Plaine d'Illibéris dont dépend la commune depuis 2015 pour les élections départementales.
La commune fait en outre partie du bassin de vie de Saint-Cyprien.
Les communes les plus proches sont : 
Corneilla-del-Vercol (1,6 km), Saleilles (1,8 km), Alénya (2,4 km), Villeneuve-de-la-Raho (2,9 km), Montescot (3,7 km), Elne (4,5 km), Saint-Nazaire (4,6 km), Cabestany (4,8 km).
Sur le plan historique et culturel, Théza fait partie de l'ancienne province du royaume de France, le Roussillon, qui a existé de 1659 jusqu'à la création du département des Pyrénées-Orientales en 1790 et qui recouvrait les trois vigueries du Roussillon, du Conflent et de Cerdagne.

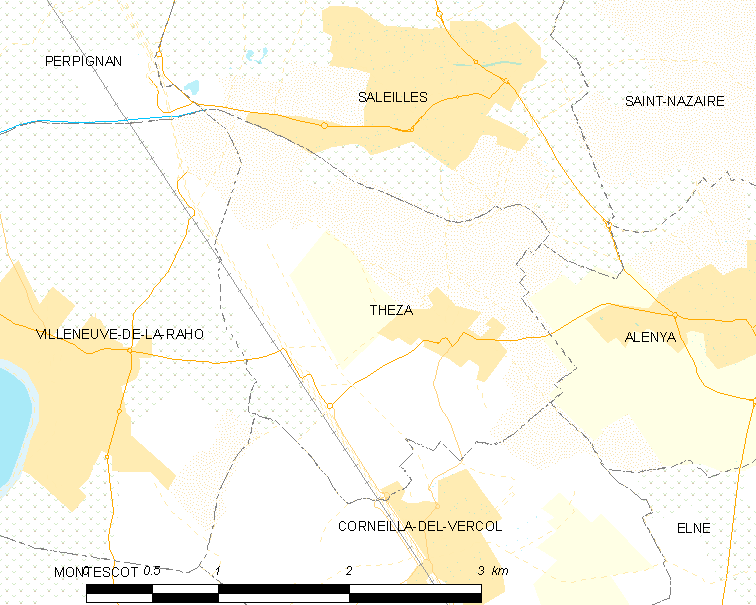
Situation de la commune.

| Perpignan (par un quadripoint) | Saleilles            |        |
| Villeneuve-de-la-Raho          | Théza                | Alénya |
|                                | Corneilla-del-Vercol |        |

### Géologie et relief
La commune est classée en zone de sismicité 3, correspondant à une sismicité modérée.

### Climat
Pour des articles plus généraux, voir Climat de l'Occitanie et Climat des Pyrénées-Orientales.
En 2010, le climat de la commune est de type climat méditerranéen franc, selon une étude du CNRS s'appuyant sur une série de données couvrant la période 1971-2000. En 2020, Météo-France publie une typologie des climats de la France métropolitaine dans laquelle la commune est exposée à un climat méditerranéen et est dans la région climatique Provence, Languedoc-Roussillon, caractérisée par une pluviométrie faible en été, un très bon ensoleillement (2 600 h/an), un été chaud (21,5 °C), un air très sec en été, sec en toutes saisons, des vents forts (fréquence de 40 à 50 % de vents > 5 m/s) et peu de brouillards.
Pour la période 1971-2000, la température annuelle moyenne est de 15,1 °C, avec une amplitude thermique annuelle de 15,4 °C. Le cumul annuel moyen de précipitations est de 576 mm, avec 5 jours de précipitations en janvier et 2,2 jours en juillet. Pour la période 1991-2020, la température moyenne annuelle observée sur la station météorologique la plus proche, située sur la commune de Perpignan à 8 km à vol d'oiseau, est de 16,0 °C et le cumul annuel moyen de précipitations est de 578,3 mm,. Pour l'avenir, les paramètres climatiques de la commune estimés pour 2050 selon différents scénarios d’émission de gaz à effet de serre sont consultables sur un site dédié publié par Météo-France en novembre 2022.

### Milieux naturels et biodiversité
Aucun espace naturel présentant un intérêt patrimonial n'est recensé sur la commune dans l'inventaire national du patrimoine naturel,,.

## Urbanisme

### Typologie
Au 1er janvier 2024, Théza est catégorisée ceinture urbaine, selon la nouvelle grille communale de densité à sept niveaux définie par l'Insee en 2022.
Elle appartient à l'unité urbaine de Saint-Cyprien, une agglomération intra-départementale regroupant quatorze  communes, dont elle est une commune de la banlieue,,. Par ailleurs la commune fait partie de l'aire d'attraction de Perpignan, dont elle est une commune de la couronne,. Cette aire, qui regroupe 118 communes, est catégorisée dans les aires de 200 000 à moins de 700 000 habitants,.

### Occupation des sols
L'occupation des sols de la commune, telle qu'elle ressort de la base de données européenne d’occupation biophysique des sols Corine Land Cover (CLC), est marquée par l'importance des territoires agricoles (88,4 % en 2018), en diminution par rapport à 1990 (93,2 %). La répartition détaillée en 2018 est la suivante : 
cultures permanentes (41 %), zones agricoles hétérogènes (38,3 %), zones urbanisées (11,6 %), terres arables (8,8 %), prairies (0,2 %). L'évolution de l’occupation des sols de la commune et de ses infrastructures peut être observée sur les différentes représentations cartographiques du territoire : la carte de Cassini (XVIIIe siècle), la carte d'état-major (1820-1866) et les cartes ou photos aériennes de l'IGN pour la période actuelle (1950 à aujourd'hui).

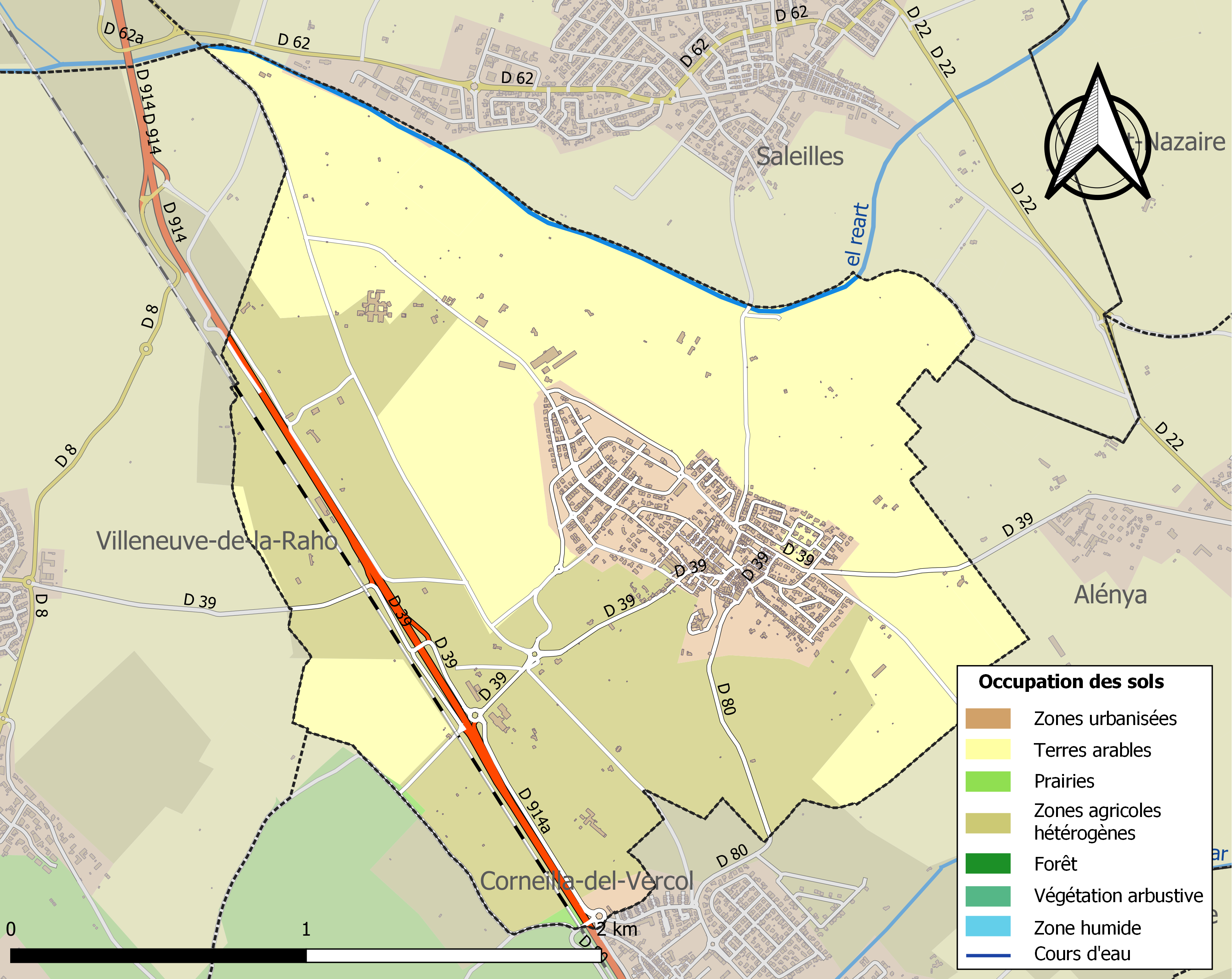
Carte des infrastructures et de l'occupation des sols de la commune en 2018 (CLC).

### Voies de communication et transports
La ligne 542 du réseau régional liO relie la commune à la gare de Perpignan depuis Saint-Cyprien

### Risques majeurs
Le territoire de la commune de Théza est vulnérable à différents aléas naturels : inondations, climatiques (grand froid ou canicule), mouvements de terrains et séisme (sismicité modérée). Il est également exposé à un risque technologique,  le transport de matières dangereuses,.

#### Risques naturels
Certaines parties du territoire communal sont susceptibles d’être affectées par le risque d’inondation par crue torrentielle de cours d'eau du bassin du Réart. La commune fait partie du territoire à risques importants d'inondation (TRI) de Perpignan-Saint-Cyprien, regroupant 43 communes du bassin de vie de l'agglomération perpignanaise, un des 31 TRI qui ont été arrêtés le 12 décembre 2012 sur le bassin Rhône-Méditerranée. Des cartes des surfaces inondables ont été établies pour trois scénarios : fréquent (crue de temps de retour de 10 ans à 30 ans), moyen (temps de retour de 100 ans à 300 ans) et extrême (temps de retour de l'ordre de 1 000 ans, qui met en défaut tout système de protection),.
Les mouvements de terrains susceptibles de se produire sur la commune sont liés au retrait-gonflement des argiles. Une cartographie nationale de l'aléa retrait-gonflement des argiles permet de connaître les sols argileux ou marneux susceptibles vis-à-vis de ce phénomène.
Ces risques naturels sont pris en compte dans l'aménagement du territoire de la commune par le biais d'un plan de prévention des risques inondations.

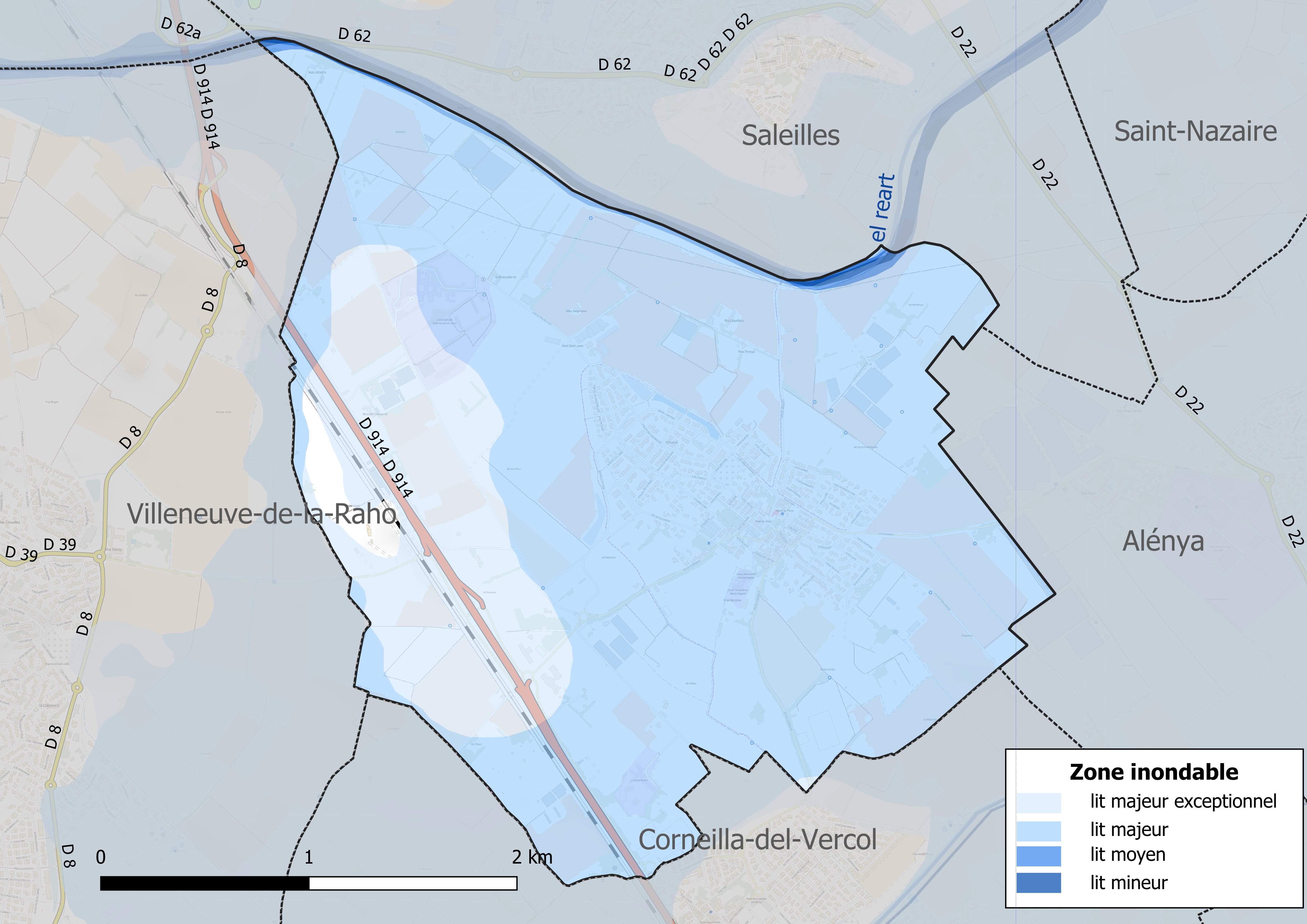
Carte des zones inondables.
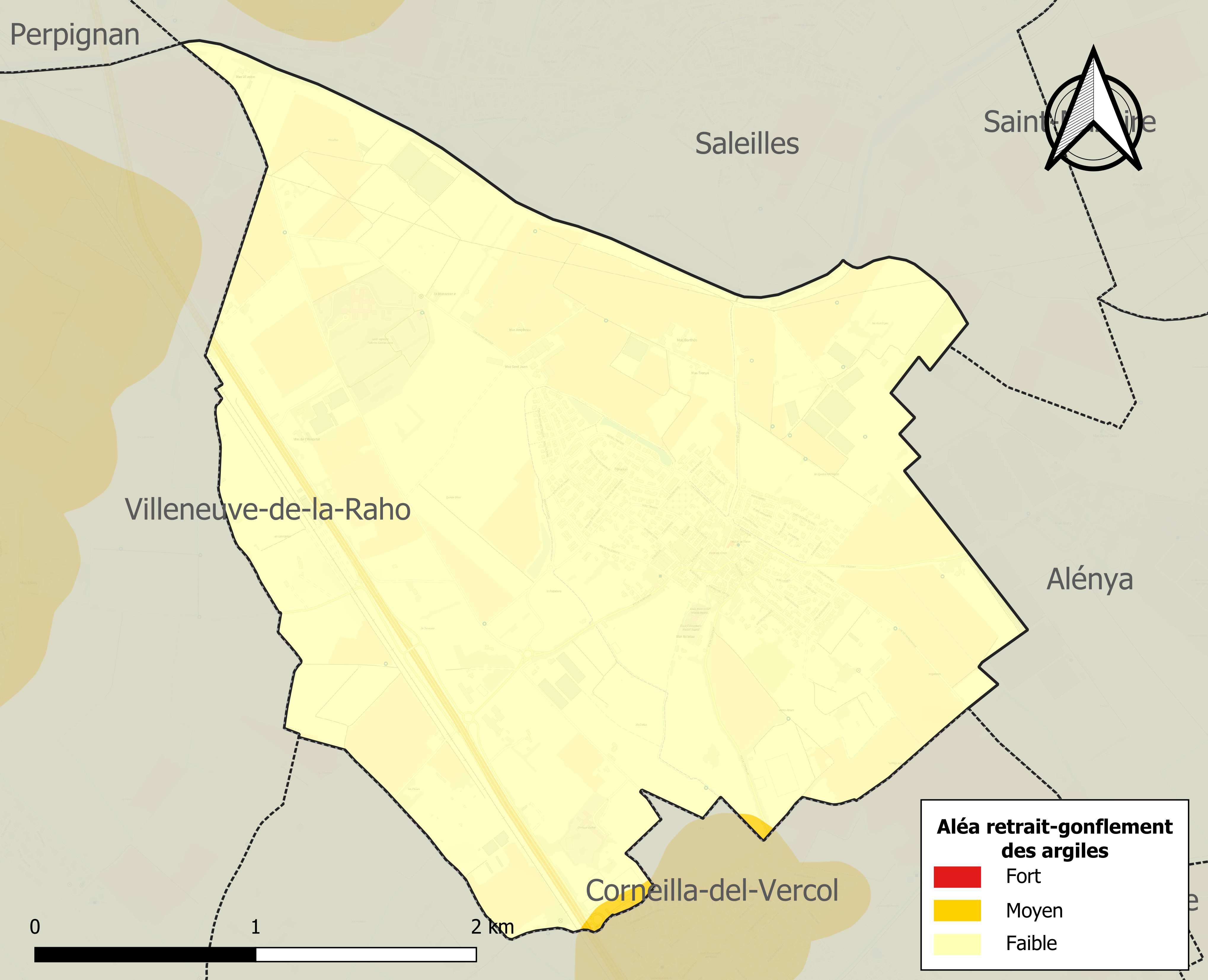
Carte des zones d'aléa retrait-gonflement des argiles.

#### Risques technologiques
Le risque de transport de matières dangereuses sur la commune est lié à sa traversée par une route à fort trafic et une ligne de chemin de fer. Un accident se produisant sur de telles infrastructures est en effet susceptible d’avoir des effets graves au bâti ou aux personnes jusqu’à 350 m, selon la nature du matériau transporté. Des dispositions d’urbanisme peuvent être préconisées en conséquence.

## Toponymie
En catalan, le nom de la commune est Tesà.

## Histoire

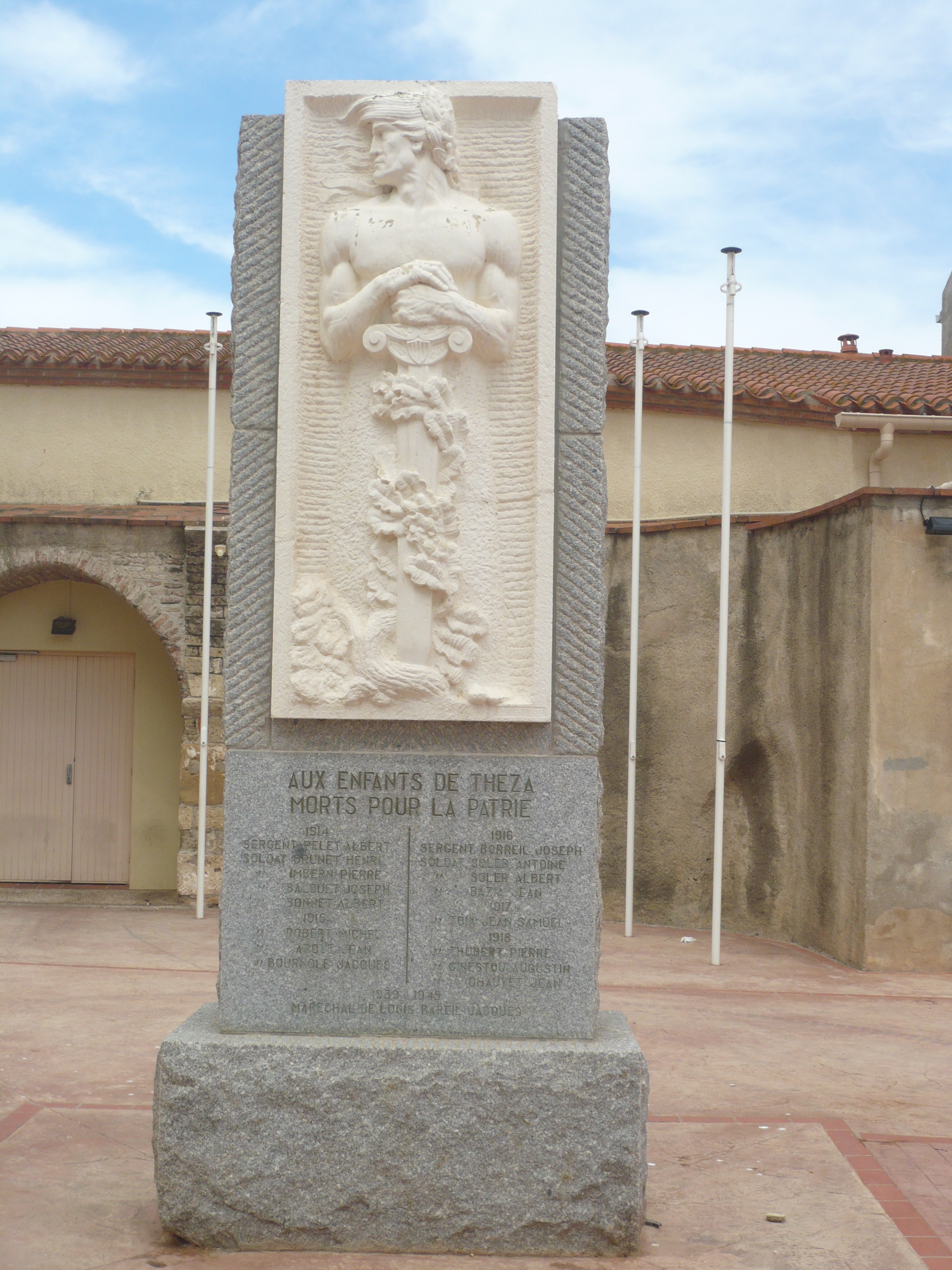
Le monument aux morts

Au temps des Romains, Théza était un passage (Thézanum) d'où vient le nom[réf. nécessaire].

## Politique et administration

### Liste des maires

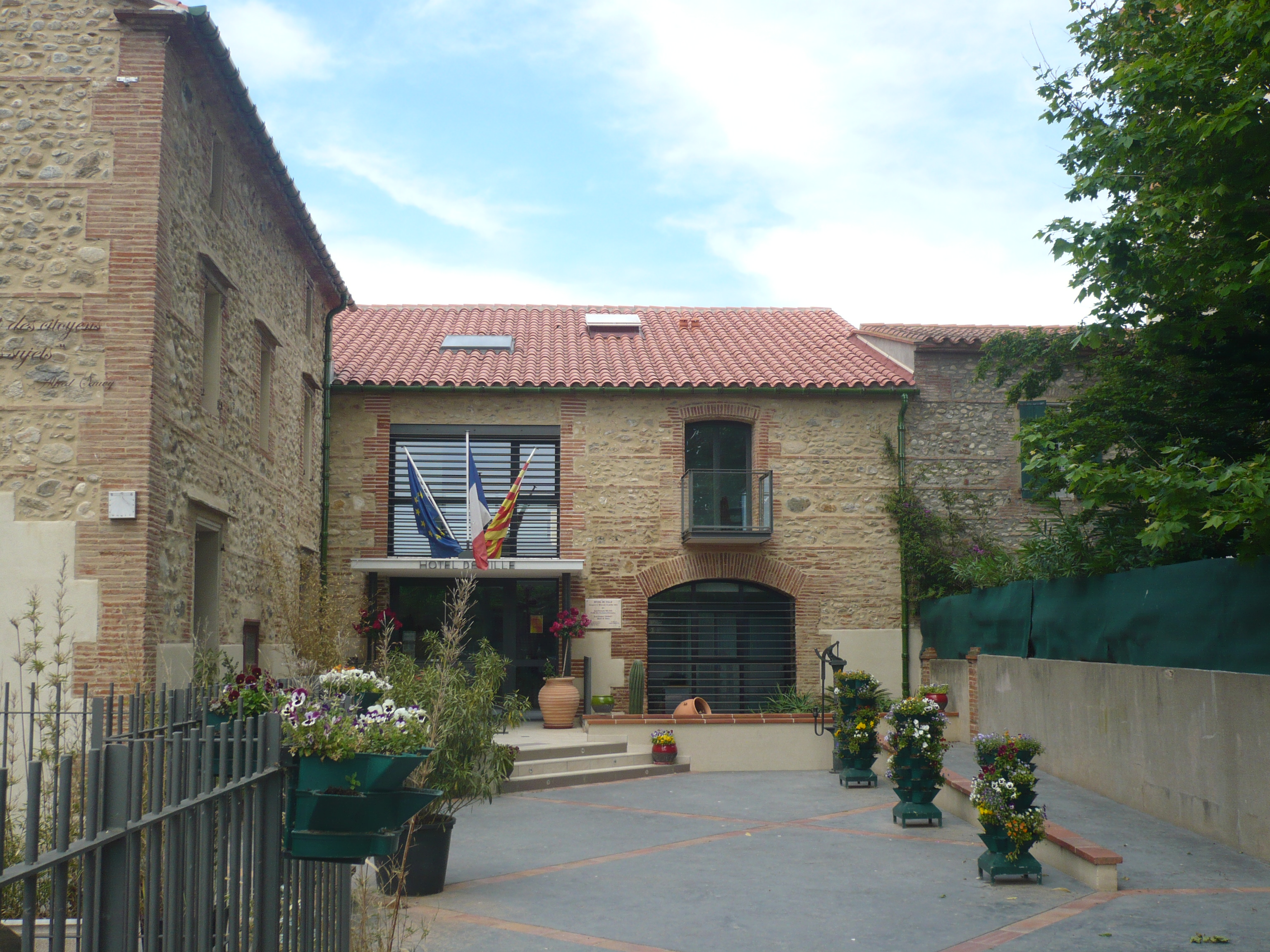
La mairie.

| Période                                  | Période   | Identité             | Étiquette | Qualité                  |
| ---------------------------------------- | --------- | -------------------- | --------- | ------------------------ |
| 1944                                     | 1945      | Amédée Ripoll        |           |                          |
| 1945                                     | 1955      | Marc Raynaud         |           |                          |
| 1955                                     | 1976      | Georges Benezet      |           |                          |
| 1976                                     | 1983      | Paul Fabre           |           |                          |
| 1983                                     | 1993      | Bernard Bichot       | SE        |                          |
| 1993                                     | 1995      | Charles Batlle       |           |                          |
| 1995                                     | 1999      | Léonce Cambres       |           |                          |
| 1999                                     | mars 2008 | Michel Deumie        |           |                          |
| mars 2008                                | En cours  | Jean-Jacques Thibaut | DVD       | Conseiller en entreprise |
| Les données manquantes sont à compléter. |           |                      |           |                          |

## Population et société

### Démographie ancienne
La population est exprimée en nombre de feux (f) ou d'habitants (H).
| 1365 | 1378 | 1470 | 1515 | 1553 | 1643 | 1720 | 1730 | 1767 |
| ---- | ---- | ---- | ---- | ---- | ---- | ---- | ---- | ---- |
| 21 f | 5 f  | 7 f  | 7 f  | 2 f  | 22 f | 44 f | 21 f | 74 H |

| 1774 | 1789 | 1790 | - | - | - | - | - | - |
| ---- | ---- | ---- | - | - | - | - | - | - |
| 21 f | 24 f | 33 H | - | - | - | - | - | - |

Notes :
- 1720 : pour Théza et Saleilles.

### Démographie contemporaine
L'évolution du nombre d'habitants est connue à travers les recensements de la population effectués dans la commune depuis 1793. Pour les communes de moins de 10 000 habitants, une enquête de recensement portant sur toute la population est réalisée tous les cinq ans, les populations de référence des années intermédiaires étant quant à elles estimées par interpolation ou extrapolation. Pour la commune, le premier recensement exhaustif entrant dans le cadre du nouveau dispositif a été réalisé en 2004.

En 2022, la commune comptait 2 181 habitants, en évolution de +8,45 % par rapport à 2016 (Pyrénées-Orientales : +3,92 %, France hors Mayotte : +2,11 %).
| 1793 | 1800 | 1806 | 1821 | 1831 | 1836 | 1841 | 1846 | 1851 |
| ---- | ---- | ---- | ---- | ---- | ---- | ---- | ---- | ---- |
| 112  | 102  | 113  | 155  | 190  | 188  | 211  | 198  | 213  |

| 1856 | 1861 | 1866 | 1872 | 1876 | 1881 | 1886 | 1891 | 1896 |
| ---- | ---- | ---- | ---- | ---- | ---- | ---- | ---- | ---- |
| 219  | 204  | 266  | 257  | 287  | 312  | 333  | 345  | 383  |

| 1901 | 1906 | 1911 | 1921 | 1926 | 1931 | 1936 | 1946 | 1954 |
| ---- | ---- | ---- | ---- | ---- | ---- | ---- | ---- | ---- |
| 427  | 510  | 455  | 560  | 536  | 535  | 505  | 503  | 513  |

| 1962 | 1968 | 1975 | 1982 | 1990  | 1999  | 2004  | 2006  | 2009  |
| ---- | ---- | ---- | ---- | ----- | ----- | ----- | ----- | ----- |
| 532  | 554  | 780  | 929  | 1 013 | 1 252 | 1 360 | 1 334 | 1 365 |

| 2014  | 2019  | 2022  | - | - | - | - | - | - |
| ----- | ----- | ----- | - | - | - | - | - | - |
| 1 780 | 2 127 | 2 181 | - | - | - | - | - | - |

| selon la population municipale des années : | 1968 | 1975 | 1982 | 1990 | 1999 | 2006 | 2009 | 2013 |
| Rang de la commune dans le département      | 78   | 71   | 70   | 70   | 66   | 66   | 66   | 62   |
| Nombre de communes du département           | 232  | 217  | 220  | 225  | 226  | 226  | 226  | 226  |

### Enseignement
Lycée agricole : LEGTA Federico Garcia Lorca

### Manifestations culturelles et festivités
- Fête d'été de la saint Pierre : 29 juin[39].

## Économie

### Revenus
En 2018, la commune compte 850 ménages fiscaux, regroupant 2 049 personnes. La médiane du revenu disponible par unité de consommation est de 20 250 € (19 350 € dans le département). 46 % des ménages fiscaux sont imposés (42,1 % dans le département).

### Emploi
|                | 2008   | 2013   | 2018   |
| -------------- | ------ | ------ | ------ |
| Commune        | 11,9 % | 13,4 % | 12,5 % |
| Département    | 10,3 % | 12,9 % | 13,3 % |
| France entière | 8,3 %  | 10 %   | 10 %   |

En 2018, la population âgée de 15 à 64 ans s'élève à 1 289 personnes, parmi lesquelles on compte 77,1 % d'actifs (64,6 % ayant un emploi et 12,5 % de chômeurs) et 22,9 % d'inactifs,. En  2018, le taux de chômage communal (au sens du recensement) des 15-64 ans est inférieur à celui du département, mais supérieur à celui de la France, alors qu'en 2008 il était supérieur à celui du département.
La commune fait partie de la couronne de l'aire d'attraction de Perpignan, du fait qu'au moins 15 % des actifs travaillent dans le pôle,. Elle compte 400 emplois en 2018, contre 413 en 2013 et 455 en 2008. Le nombre d'actifs ayant un emploi résidant dans la commune est de 842, soit un indicateur de concentration d'emploi de 47,5 % et un taux d'activité parmi les 15 ans ou plus de 60,7 %.
Sur ces 842 actifs de 15 ans ou plus ayant un emploi, 131 travaillent dans la commune, soit 16 % des habitants. Pour se rendre au travail, 90,3 % des habitants utilisent un véhicule personnel ou de fonction à quatre roues, 1,6 % les transports en commun, 4,9 % s'y rendent en deux-roues, à vélo ou à pied et 3,1 % n'ont pas besoin de transport (travail au domicile).

### Activités hors agriculture

#### Secteurs d'activités
152 établissements sont implantés  à Théza au 31 décembre 2019. Le tableau ci-dessous en détaille le nombre par secteur d'activité et compare les ratios avec ceux du département,.
| Secteur d'activité                                                                                        | Commune | Commune | Département |
| Secteur d'activité                                                                                        | Nombre  | %       | %           |
| --- | ------- | ------- | ----------- |
| Ensemble                                                                                                  | 152     | 100 %   | (100 %)     |
| Industrie manufacturière, industries extractives et autres                                                | 27      | 17,8 %  | (8,7 %)     |
| Construction                                                                                              | 26      | 17,1 %  | (14,3 %)    |
| Commerce de gros et de détail, transports, hébergement et restauration                                    | 29      | 19,1 %  | (30,5 %)    |
| Information et communication                                                                              | 1       | 0,7 %   | (1,9 %)     |
| Activités financières et d'assurance                                                                      | 3       | 2 %     | (3 %)       |
| Activités immobilières                                                                                    | 8       | 5,3 %   | (6,2 %)     |
| Activités spécialisées, scientifiques et techniques et activités de services administratifs et de soutien | 21      | 13,8 %  | (13 %)      |
| Administration publique, enseignement, santé humaine et action sociale                                    | 22      | 14,5 %  | (13,9 %)    |
| Autres activités de services                                                                              | 15      | 9,9 %   | (8,5 %)     |

Le secteur du commerce de gros et de détail, des transports, de l'hébergement et de la restauration est prépondérant sur la commune puisqu'il représente 19,1 % du nombre total d'établissements de la commune (29 sur les 152 entreprises implantées  à Théza), contre 30,5 % au niveau départemental.

#### Entreprises et commerces
Les cinq entreprises ayant leur siège social sur le territoire communal qui génèrent le plus de chiffre d'affaires en 2020 sont : 
- Holding Du Pre, activités hospitalières (577 k€)
- EURL Sos Jardin Environnement, services d'aménagement paysager (212 k€)
- Le Royaume Des Lutins, autres activités récréatives et de loisirs (153 k€)
- Olive & Seve., commerce d'alimentation générale (85 k€)
- JCE Composites, travaux de maçonnerie générale et gros œuvre de bâtiment (76 k€)

### Agriculture
La commune est dans la « plaine du Roussillon », une petite région agricole occupant la bande côtière et une grande partie centrale du département des Pyrénées-Orientales. En 2020, l'orientation technico-économique de l'agriculture  sur la commune est la culture de fruits ou d'autres cultures permanentes. 
|               | 1988 | 2000 | 2010 | 2020 |
| ------------- | ---- | ---- | ---- | ---- |
| Exploitations | 46   | 45   | 31   | 21   |
| SAU (ha)      | 439  | 324  | 265  | 247  |

Le nombre d'exploitations agricoles en activité et ayant leur siège dans la commune est passé de 46 lors du recensement agricole de 1988  à 45 en 2000 puis à 31 en 2010 et enfin à 21 en 2020, soit une baisse de 54 % en 32 ans. Le même mouvement est observé à l'échelle du département qui a perdu pendant cette période 73 % de ses exploitations,. La surface agricole utilisée sur la commune a également diminué, passant de 439 ha en 1988 à 247 ha en 2020. Parallèlement la surface agricole utilisée moyenne par exploitation a augmenté, passant de 10 à 12 ha.

## Culture locale et patrimoine

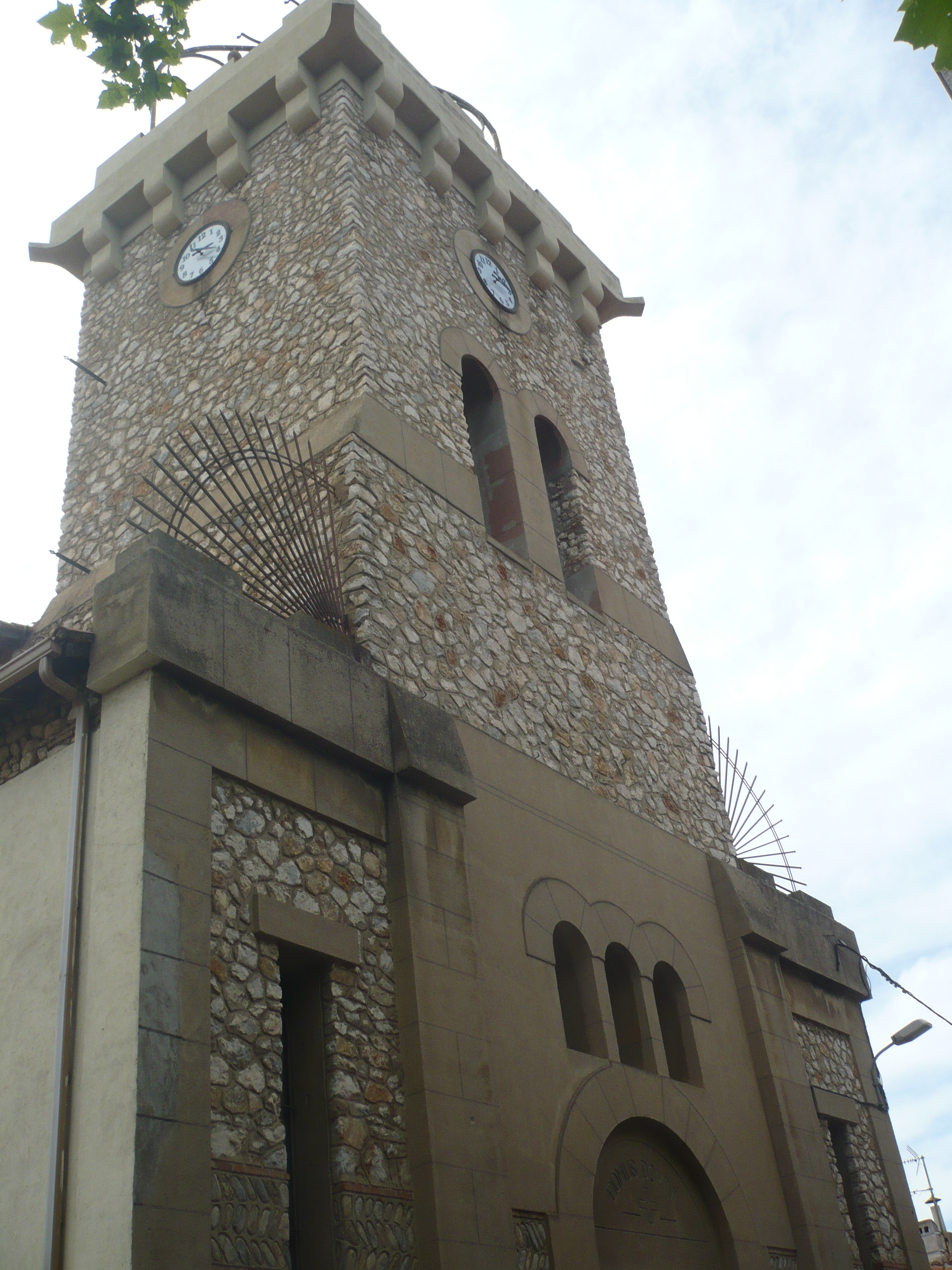
L'église Saint-Pierre

### Monuments et lieux touristiques
- Église Saint-Pierre : construite aux XIXe siècle, on peut y voir deux inscriptions romaines sur la façade et elle contient une statue du Christ du XVIIIe siècle, une statue de saint Pierre du XVIIe siècle et une inscription funéraire de 1259[39] ;
- Oratoire Notre-Dame-du-Bon-Remède : XVIe siècle[39].

### Personnalités liées à la commune
- René Monié (1934-) : joueur français de rugby à XV, qui a joué avec l'équipe de France et l'USA Perpignan au poste de trois-quarts centre, né à Théza.

### Héraldique
| Blason de Théza | Blason  | De gueules au coq d'or posé sur deux clefs du même passées en sautoir, les pattes du coq empiétant les tiges sous les pannetons ; au chef d'or à quatre pals de gueules. |
| Blason de Théza | Détails | Le statut officiel du blason reste à déterminer. |